# Stat laic
| Creștinism |  | Islam |  | Budism |

Laicitatea poate avea diverse gradații și poate fi greu de definit, dar minimul este că statele laice nu au o religie de stat. Țările care au o religie de stat sunt afișate colorat pe hartă. Cele care nu au o astfel de religie sunt afișate în gri.

Un stat laic sau stat secular este o idee care ține de laicitate (secularism), în care un stat este sau susține în mod oficial că este neutru în probleme religioase, nici susținând și nici combătând religia. Un stat secular pretinde că-și tratează cetățenii în mod egal, fără a-i părtini după religie și susține că evită să trateze în mod preferențial cetățenii funcție de credințele lor religioase, afilierea religioasă sau lipsa acestora.
Statele laice nu au o religie de stat sau ceva similar, deși lipsa unei religii oficiale nu implică în mod necesar că statul este total secular sau conferă tuturor drepturi legale egale. De exemplu, există state care se descriu drept laice dar au referințe religioase în imnul sau steagul național sau au legi care avantajează o religie anume.

În albastru - stat laic, în roșu - religie de stat, în gri - neclar sau lipsă de informații (anul 2014).